# هولماویک
هولماویک (به لاتین: Hólmavík) یک روستا در ایسلند است که در وست‌فیردیر واقع شده‌است. هولماویک ۳۷۵ نفر جمعیت دارد.